# Trampbus

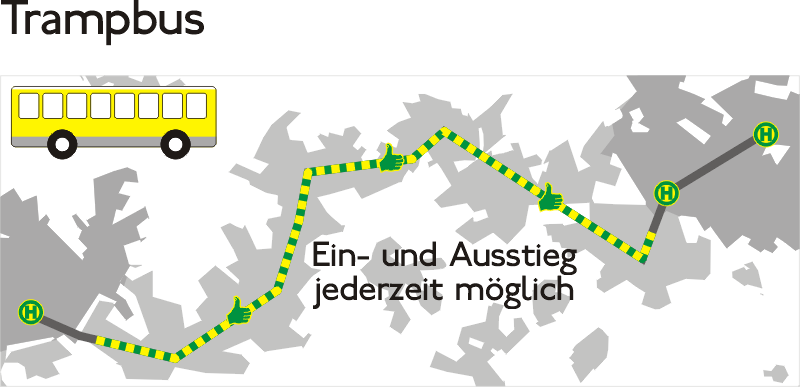
Funktionsprinzip Trampbus: weitläufige Linienführung durch dünnbesiedelten Bereiche, Haltestellen nach Bedarf

Trampbusse sind Teil des normalen Linienverkehrs im öffentlichen Personennahverkehr (ÖPNV). Sie bieten zusätzlich die Möglichkeit, entlang des Linienweges auf Anforderung auch zwischen den Haltestellen oder gar abseits des Linienweges Fahrgäste aussteigen zu lassen. Unter Umständen ist auch ein Einstieg nach Handzeichen vom Straßenrand aus möglich. Trampbusse sind insbesondere in dünnbesiedelten Bereichen oder zu Zeiten mit schwacher Verkehrsnachfrage eine sinnvolle Ergänzung des Angebots. Diese Möglichkeiten können auch für den Nachtverkehr genutzt werden, da viele Fahrgäste in der Dunkelheit keine langen Fußwege zurücklegen möchten. Ähnliche Angebote können Anruflinien, insbesondere Anrufsammeltaxen, bieten, die ihre Fahrgäste bis vor die Haustür befördern.
Allerdings erfordern Linienverkehre nach § 42 Personenbeförderungsgesetz (PBefG) grundsätzlich feste Haltestellen – Trampbusse sind demnach also nicht zulässig. Nach § 2 (7) PBefG ist aber eine zeitlich auf vier Jahre befristete Genehmigung zur praktischen Erprobung neuer Verkehrsmittel möglich. Nach dieser Experimentierklausel wurden von 1990 bis 1994 bei der Pinneberger Verkehrsgesellschaft (PVG) und von 1991 bis 1995 im Regionalverkehr in Schleswig-Holstein Trampbusse getestet. Bis 2012 wurden beim Zweckverband Verkehrsverbund Oberlausitz-Niederschlesien (ZVON) Trampbusse erprobt.

## Halten auf Wunsch
Bei dem Zusatzangebot Ausstieg zwischen den Haltestellen im ÖPNV, das auch als Halten auf Wunsch bezeichnet wird, kann ein Fahrgast zu bestimmten Zeiten (meist abends) auch zwischen den regulären Haltestellen aussteigen, wenn er diesen Wunsch rechtzeitig dem Fahrpersonal bekanntgegeben hat und der Ausstieg nach dessen Entscheidung unter rechtlichen und sicherheitsrelevanten Punkten (Haltverbot, außerhalb des Fahrbahnrandes, an Vorfahrtszeichen, bei Schnee/Eis/Rutschgefahr, an Baustellen oder anderen gefährlichen Punkten) gesehen durchführbar erscheint. Das Verfahren wird meist auf den Bus- oder Anruf-/Linientaxi-Linien  städtischer Nahverkehrsbetriebe angeboten. Mit der Nutzung können insbesondere längere Heimwege am Abend, vor allem in ländlichen Gegenden mit größeren Haltestellenintervallen, vermieden werden. Bei den meisten Verkehrsbetrieben kann nur an der vorderen Tür der Busse (außer bei Rollstuhlfahrern, Fahrgästen mit Kinderwagen u. ä.) ausgestiegen werden. Es wird der Tarif der nächsten folgenden Haltestelle zugrunde gelegt.
In dünner besiedelten Ländern wie in Skandinavien ist ein Halt auf Anforderung schon seit Jahrzehnten üblich.